# Vincente Minnelli
Vincente Minnelli (28. veljače 1903. – 15. srpnja 1986.), slavni filmski i kazališni redatelj. Kritičari ga često nazivaju ocem modernog mjuzikla.

## Životopis
Rođen je kao Anthony Minnelli u Delawareu, Ohio, kao najmlađe preživjelo dijete Mine LaLouette Le Beau i Vincenta Charlesa Minnellija. Njegov otac bio je dirigent u kazalištu Minnelli Brother's Tent Theater. Minnellijeva majka, rođena u  Chicagu, bila je francusko-kanadskog podrijetla, dok su mu bake i djedovi bili sa  Sicilije i iz  Škotske.
Kako je počeo u kazalištu, Minnelli je bio poznat kao autor koji je uvijek prenosio svoje kazališno iskustvo na svoje filmove. Prvi film koji je režirao, Cabin in the Sky (1943.), bio je vidljivo pod utjecajem kazališta. Ubrzo nakon toga je režirao Meet Me in St. Louis (1944.), na čijem se snimanju sprijateljio s Judy Garland, iako je vjerojatnije da su se upoznali 1938. kad je Minnelli dizajnirao scenografiju za Čarobnjaka iz Oza. Zaručili su se te vjenčali sljedeće godine. Njihovo jedino dijete, Liza Minnelli, postala je pjevačica i glumica, dobitnica Oscara.
Iako naširoko poznat po režiji mjuzikala, kao što su Amerikanac u Parizu (1951.), Brigadoon (1954.), Kismet (1955.) i Gigi (1958.), snimao je i komedije i melodrame kao što su  Gospođa Bovary (1949.), Mladenkin otac (1950.), Designing Woman (1957.) i The Courtship of Eddie's Father (1963.). Njegov zadnji film bio je A Matter of Time (1976.). Nominiran je za Oscara za režiju mjuzikla Amerikanac u Parizu (1951.), a kasnije ga je i osvojio za Gigi (1958.).
Njegova reputacija u Americi je dosta nepostojana, neki mu se dive, dok mu neki prigovaraju, kao Andrew Sarris, da "više vjeruje u ljepotu nego u umjetnost". Međutim, Minnellijevi filmovi se danas smatraju kao jedni od najboljih u dvadesetom stoljeću i kao dio velike ere MGM-ovih mjuzikala.
Umro je s 83 godine od Alzheimerove bolesti, a pokopan je u Glendaleu, Kalifornija.

## Filmografija
- Cabin in the Sky (1943.)
- I Dood It (1943.)
- Meet Me in St. Louis (1944.)
- The Clock (1945.)
- Yolanda i lopov (1945.)
- Ziegfeld Follies (1946.)
- Undercurrent (1946.)
- Gusar (1948.)
- Gospođa Bovary (1949.)
- Mladenkin otac (1950.)
- Father's Little Dividend (1951.)
- Amerikanac u Parizu (1951.)
- The Bad and the Beautiful (1952.)
- The Band Wagon (1953.)
- The Long, Long Trailer (1954.)
- Brigadoon (1954.)
- Paučina (1955.)
- Kismet (1955.)
- Žudnja za životom (1956.)
- Tea and Sympathy (1956.)
- Designing Woman (1957.)
- Gigi (1958.)
- The Reluctant Debutante (1958.)
- Neki su dotrčali (1958.)
- Home from the Hill (1960.)
- Zvona zvone (1960.)
- Četiri jahača apokalipse (1962.)
- Two Weeks in Another Town (1962.)
- The Courtship of Eddie's Father (1963.)
- Goodbye Charlie (1964.)
- The Sandpiper (1965.)
- On a Clear Day You Can See Forever (1970.)
- A Matter of Time (1976.)

## Vanjske poveznice
- Senses of Cinema: Great Directors Critical Database
- Vincente Minnelli's Gravesite
- Vincente Minnelli u internetskoj bazi filmova IMDb-u (engl.)